# Monocentrus albomaculatus
Monocentrus albomaculatus är en insektsart som beskrevs av Schmidt 1911. Monocentrus albomaculatus ingår i släktet Monocentrus och familjen hornstritar. Inga underarter finns listade i Catalogue of Life.